# Kendall (Washington)
Kendall is een plaats (census-designated place) in de Amerikaanse staat Washington, en valt bestuurlijk gezien onder Whatcom County.

## Demografie
Bij de volkstelling in 2000 werd het aantal inwoners vastgesteld op 158.

## Geografie
Volgens het United States Census Bureau beslaat de plaats een oppervlakte van
2,2 km², waarvan 2,1 km² land en 0,1 km² water. Kendall ligt op ongeveer 121 m boven zeeniveau.

## Plaatsen in de nabije omgeving
De onderstaande figuur toont nabijgelegen plaatsen in een straal van 16 km rond Kendall.